# New Beginning of Girls' Generation
New Beginning of Girls' Generation là DVD thú hai của nhóm nhạc nữ Hàn Quốc Girls' Generation, được phát hành vào ngày 11 tháng 8 năm 2010 tại Nhật Bản.

## Lịch sử
New Beginning of Girls' Generation được phát hành dưới hai phiên bản: phiên bản thông thường và phiên bản giới hạn. Phiên bản giới hạn ngoài đĩa DVD còn bao gồm một cặp vé mời tham dự Showcase của nhóm tại Ariake Coliseum ở Tokyo vào ngày 25 tháng 8 năm 2010.

## Danh sách bài hát
| STT | Nhan đề              | Thời lượng |
| --- | -------------------- | ---------- |
| 1.  | "Genie"              | 4:02       |
| 2.  | "Gee"                | 3:54       |
| 3.  | "Oh!"                | 3:34       |
| 4.  | "Run Devil Run"      | 3:47       |
| 5.  | "Into The New World" | 4:53       |
| 6.  | "Girls' Generation"  | 3:56       |
| 7.  | "Kissing You"        | 3:21       |

## Bảng xếp hạng
| Bảng xếp hạng        | Thứ hạng cao nhất |
| -------------------- | ----------------- |
| Oricon DVD Hàng ngày | 1                 |
| Oricon DVD Hàng tuần | 3                 |

### Doanh số và chứng nhận
| Bảng xếp hạng | Doanh số        |
| ------------- | --------------- |
| Oricon        | 162,000+        |
| RIAJ          | Vàng (100,000+) |

## Lịch sử phát hành
| Quốc gia | Ngày                | Hãng đĩa           | Định dạng |
| -------- | ------------------- | ------------------ | --------- |
| Nhật Bản | 11 tháng 8 năm 2010 | Nayutawave Records | DVD       |